# Faro di Capo Lizard

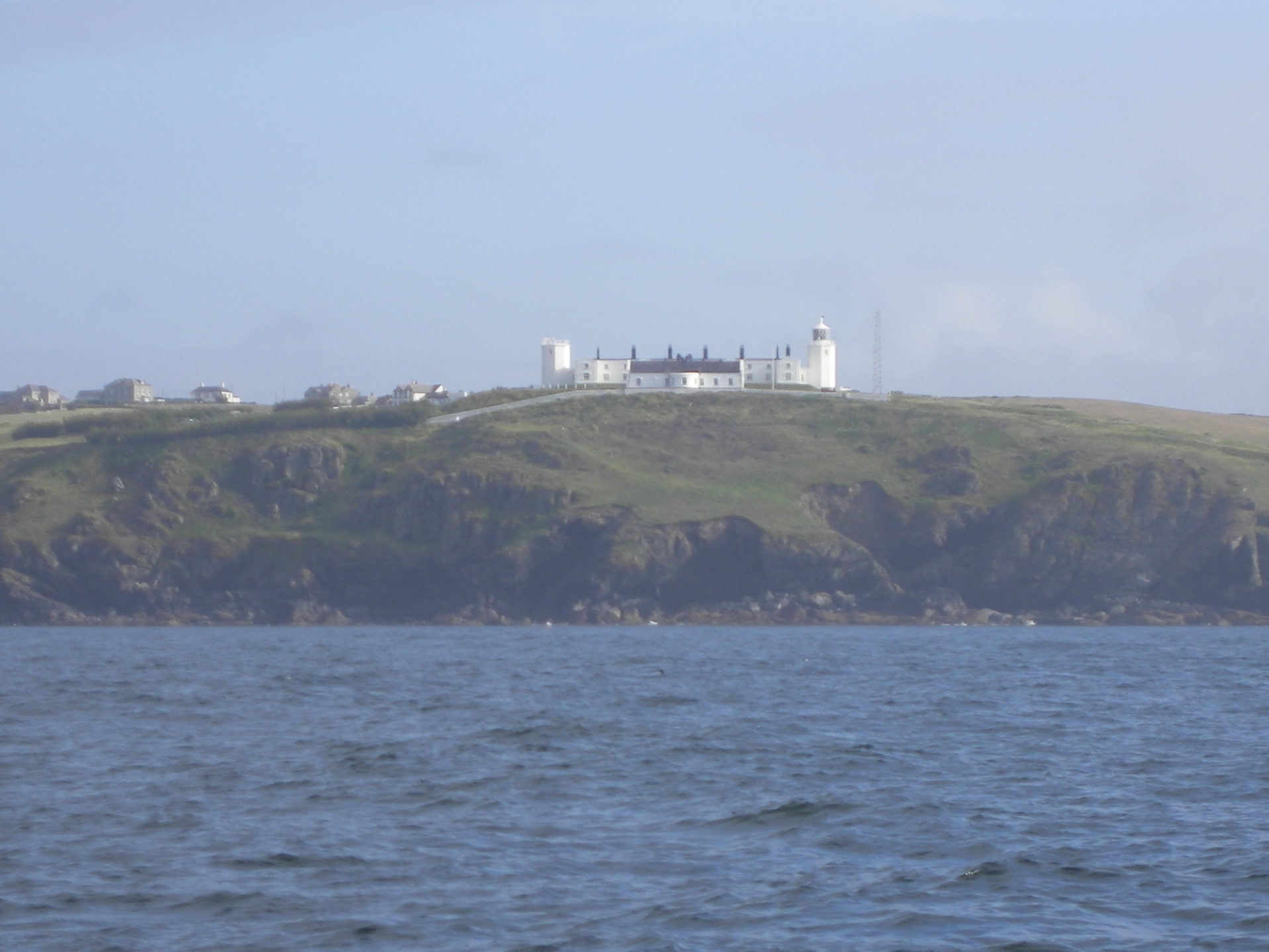
Il faro visto dal mare.

Il faro di Capo Lizard ("Lizard Lighthouse", noto anche come "The Lizard") è un faro situato sull'omonimo capo (Lizard Point, in inglese) in Cornovaglia, Regno Unito, e costruito nel 1752. Esso costituisce un riferimento costiero per il natanti di passaggio lungo il canale della Manica e segnala le acque pericolose al largo di capo Lizard. 

## Storia
È noto che occasionalmente alcune località costiere dell'Inghilterra abbiano beneficiato dei naufragi appropriandosi dei beni trasportati dalle navi coinvolte. Per questo motivo, in alcuni casi e soprattutto nel sud-ovest dell'Inghilterra, accadde che le petizioni per la costruzione dei fari furono ostacolate dalla popolazione locale.
Un filantropo cornico, sir John Killigrew, chiese per primo la concessione per la costruzione di un faro a Lizard Point. Ritenendo che il faro potesse avvantaggiare le navi di potenze nemiche o di pirati in un eventuale sbarco, il brevetto fu concesso imponendo però che la luce venisse spenta in caso di potenziale pericolo.
Sir Killigrew decise di costruire il faro a proprie spese in cambio di un affitto trentennale e, nonostante la difficoltà di reperire manodopera locale, il faro fu ultimato nel 1619 e portò grande beneficio, in termini di sicurezza, per i marinai. Il filantropo non aveva però finanze sufficienti a garantirne il mantenimento e si affidò alle donazioni volontarie degli armatori, i quali però non offrirono nulla e ben presto Killigrew non poté più sostenere le spese di manutenzione. Re Giacomo I d'Inghilterra impose così una tassa di mezzo penny per ogni tonnellata di carico alle navi di passaggio per garantire il sostentamento del faro, ma il pedaggio sollevò tali proteste da parte degli armatori che il brevetto fu ritirato e il faro fu demolito.

### Le torri del 1751
Molte altre petizioni seguirono per ripristinare il faro Lizard Point, ma fu solo nel 1748 che Trinity House accolse la richiesta di Thomas Fonnereau. Il faro fu ultimato nel 1751 ed era costituito da due torri ed un cottage tra di esse da cui il guardiano poteva controllare entrambe le lanterne attraverso due finestre ai lati dell'edificio.
Trinity House ne assunse la gestione nel 1771. Nel 1903 la torre ovest fu disattivata e la lanterna rimossa. La torre est venne automatizzata nel 1998 e da allora il faro non è più presidiato.

## L'edificio
Il faro è costituito da due torri in pietra a pianta ottagonale, dipinte di bianco ed unite da un edificio a due piani che ospitava il personale. La torre ovest, disattivata nel 1903, è priva della lanterna, mentre la torre est è tuttora funzionante in modo automatico.

### Lizard Lighthouse Heritage Centre
Aperto nel 2009 grazie ad una donazione dell'Heritage Lottery Fund ed inaugurato il 13 luglio dalla Principessa Reale Anna Mountbatten-Windsor, il Lizard Lighthouse Heritage Centre è sito nella sala dei motori del faro, nella quale sono conservate alcune delle vecchie attrezzature. Alcuni programmi interattivi consentono di visualizzare la storia del faro, la vita del guardiano del faro ed il ruolo dei fari nella sicurezza in mare.